# Utö, Korpo

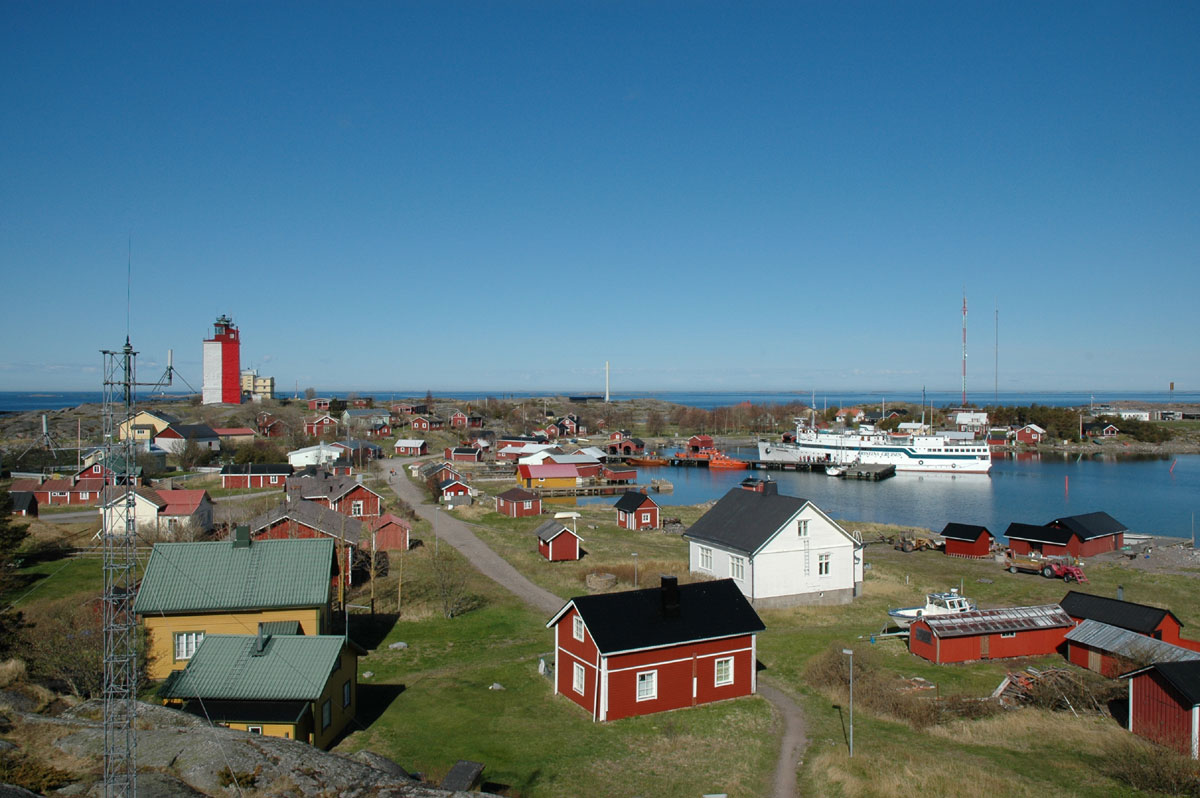
Utö med M/S Kristina Brahe i hamn (sommaren 2005).

Utö är Finlands sydligaste bebodda ö, belägen i Skärgårdshavet cirka 80 kilometer från fastlandet, invid den internationella djupfarleden (13 m) in i Skärgårdshavet (till bland annat Åbos, Nådendals, Pargas och Kimitoöns hamnar). Ön hör till Pargas stad (tidigare till Korpo kommun).
Ön hade 2004 cirka 40 invånare, de flesta med anknytning till försvarsmakten. Utö vaktfort som utbildade värnpliktiga lades ned 2005, men Försvarsmakten disponerar fortfarande över områden på Västerudden och vid Kattrumpan på norra stranden. Sjöfartsverket var tidigare en viktig arbetsgivare och tillsammans med militärförläggningen bildade de ett levande tjänstemannasamhälle med lotsstation, kapell och landets äldsta fyr. Numera har finska statens lotsningsbolag Finnpilot en sidostation med lotskutterförare stationerade på Utö. Lotsar använder ön för att invänta inkommande eller utgående fartyg.
Utö har rik historia såväl under freds- som krigstid och många skeppsbrott. Mest känd är S/S Park Victory. Den 28 september år 1994 sjönk M/S Estonia 46,5 kilometer sydost om Utö, varvid en del av de överlevande fördes dit.
Till Utö kommer man från Pärnäs med förbindelsebåten M/S Eivor eller från Åbo med M/S Aspö. I den svenska sjörapporten benämns ön "Finska Utö".

## Historia
Utö var känt som hamnplats redan i mitten av 1600-talet. Lotsningen och farleden var sedan den faktor som mest styrde och utvecklade livet på ön 300 år framåt. Kring mitten av 1700-talet fick Utö en fast bosättning då lotsningsverksamheten blev permanent och lotsar med familj bosatte sig på ön. Genom hemmansklyvning på 1770-talet blev två lotshemman fyra: Västergrannas (Vestras), Norrgrannas (Sandas), Östergrannas (Grannas) och Södergrannas (Mattas). Öns fyr sprängdes av ryssarna under 1808-09 års krig men byggdes upp igen 1814. Under tiden Finland var en del av Ryssland ökade lots- och fyrvaktartjänsterna kraftigt och en liten tullstation grundades på ön. I slutet av 1800-talet hade ön 129 invånare fördelade på 22 hushåll.
Inför första världskriget etablerade sig den ryska militären på ön. Utöborna var under kriget evakuerade, även lotsarna som 1912 avgått som en protest mot det finska lotsverkets förryskning. Under kriget förändrade ryssarna bybilden rejält, bland annat genom att lägga en kullerstensgata och en järnvägsräls för ammunitionstransport genom byn.
Storskifte förrättades i byn först 1936, och på närliggande Jurmo ännu senare, 1986.
Vid Estoniakatastrofen 1994 fördes 24 av de med helikopter räddade till Utö, som var den närmaste ön. Helikoptrarna tankade också vid öns permanenta tankningsanläggning så länge bränslet där räckte.
Utö hörde tidigare till Korpo kommun, sedan den 1 januari 2009 till Väståbolands stad, som bilades genom sammanslagning av kommunerna i västra Åboland. Kommunen bytte namn till Pargas den 1 januari 2012.
Utö har ett hembygdsmuseum i den forna fyrvaktarstugan från 1753 som berättar om öns historia.